# Championnats panaméricains d'escalade 2020
Navigation
Édition précédente
Les Championnats panaméricains d'escalade 2020 sont la quatrième édition des Championnats panaméricains d'escalade. Ils se déroulent à Los Angeles du 24 février 2020 au 2 mars 2020.
La compétition est qualificative pour les Jeux olympiques de Tokyo, reprogrammés à l'été 2021, avec les deux derniers quotas (un masculin et un féminin) panaméricains à attribuer.

## Podiums
| Épreuves       | Or                | Argent                    | Bronze              |
| -------------- | ----------------- | ------------------------- | ------------------- |
| Combiné hommes | Colin Duffy (USA) | Zach Galla (USA)          | Zander Waller (USA) |
| Combiné femmes | Alannah Yip (CAN) | Alejandra Contreras (CHI) | Lauren Bair (USA)   |